# فيكتور فالديز
فيكتور فالديز أريباس (بالإسبانية: Víctor Valdés Arribas) (مواليد 14 يناير 1982) هو لاعب كرة قدم إسباني سابق كان يلعب في مركز حراسة المرمى. كان المدير الفني لشباب نادي موراتالاز الإسباني ونادي برشلونة للشباب.

## نشأته وحياته
ويعد الحارس من أبناء النادي الكتلوني (نادي برشلونة) حيث ولد فالديز في مستشفى يدعى L' Hospitalet de Llobregat ويتواجد هذا المشفى في الشارع الأحمر، ويعد هذا المشفى قريبا من الكامب نو حيث يبعد عن الملعب بضعة كيلومترات تقريبا.

## مسيرته الكروية

### برشلونة
الحارس الكاتلوني لم يلعب لأي من الفرق قبل برشلونة حيث أنه لعب في بداية مشواره مع صغار برشلونة في اللاميسيا وظل مكافحاً حتى وصل وأصبح الحارس الأول في الفريق الكتلوني، فالديز لم يكن بالمستوى الذي العالي في بدايته ولكنه تطور كثيراً بعد موسم 2004–05 وهذا التطور كان مع مرور الوقت ولقد حاز على جائزة زامورا لأفضل حارس في الليغا موسم 2004–05 نظراً لبراعته الفائقة في التصدي للكثير من التسديدات الخطرة على مرماه والمحافظة على نظافة شباكه.
وهو أحد أهم النجوم الذين ساهموا في حصول نادي برشلونة على بطولة دوري أبطال أوروبا 2006 على النادي اللندني الأرسنال وكان فالديز رغم تلقيه هدف ألا أنه منع نجوم الأرسنال وخاصة تييري هنري من هز شباكه مرة أخرى في العديد من المناسبات حيث واجه هينري في الكثير من المواجهات المباشرة وتفوق عليه.

### مانشستر يونايتد
في يناير 2014، وقّع فالديز اتفاقية للانضمام إلى نادي موناكو في نهاية الموسم؛ ولكن بسبب إصابة فالديز انسحاب موناكو من الاتفاق. في 23 أكتوبر 2014، عرض مانشستر يونايتد على فالديز الفرصة لاستكمال إعادة تأهيل إصابته في الركبة والانضمام للنادي. عُرض عليه عقدًا في يناير 2015، وفي 8 يناير وقع عقدًا لمدة 18 شهرًا، مع خيار عام آخر، كبديل لمواطنة دافيد دي خيا.

#### ستاندارد لييج (إعارة)
في 23 يناير 2016، أعلن مانشستر يونايتد أن فالديز سينتقل إلى ستاندارد لييج بنظام الإعارة لمدة ستة أشهر. شارك لأول مرة بعد أسبوع في مباراة الفوز 2–0 على آود هيفرلي لوفين في الدوري البلجيكي الممتاز.

### ميدلزبره
في 7 يوليو 2016، وقع فالديز عقداً لمدة عامين مع نادي الدوري الإنجليزي الممتاز ميدلزبره، الذي يدربه مواطنه إيتور كارانكا. في 13 أغسطس 2016، شارك فالديز لأول مرة في مباراة التعادل 1–1 ضد ستوك سيتي.

## مسيرته الدولية
أصيب بقطع في الرباط الصليبي 26 مارس 2014 حيث غاب عن الكرة ستة أشهر كما غاب عن كأس العالم 2014 المقامة في البرازيل.
في 16 أغسطس 2005، استدعي فالديز لمباراة ودية ضد الأوروغواي، لكنه لم يشارك. بعد التغاضي عنه من قبل العديد من مدربي المنتخب الوطني الإسباني لعدة سنوات، في 20 مايو 2010، ضمه فيسنتي ديل بوسكي لتشكيلة المنتخب الإسباني المكونة من 23 لاعب للمشاركة بكأس العالم 2010 في جنوب أفريقيا كحارس مرمى ثاني خلف إيكر كاسياس وأرتدى القميص رقم 12.
في 3 يونيو 2010، لعب فالديز أول مباراة دولية له، حيث شارك كأساسي في المباراة الودية بين إسبانيا وكوريا الجنوبية على ملعب تيفولي الجديد في النمسا. كان فالديز جزءًا من المنتخب الإسباني الفائزة بكأس العالم 2010 وبطولة أمم أوروبا 2012 على الرغم من عدم مشاركته في أي بطولة.
كما كان ضمن المنتخب الإسباني الذي وصل إلى نهائي كأس القارات 2013 في البرازيل.

## اعتزاله
في الأول من يناير 2018 أعلن فالديز أعتزاله كرة القدم من خلال حذف كل حسابات شبكات التواصل الاجتماعي، كما قد نشر صورة مكتوب فيها شكرًا على كل شيء على موقع التواصل الإجتماعي (تويتر) قبل ان يقوم بحذفها هي أيضًا ثم يختفي كليًا، وقد ذكر فيكتور فالديز في مقابلات سابقة أنه سيقدم يومًا ما على هذه الخطوة حين تنطفيء الأضواء من حوله لينعم بالوقت مع أفراد عائلته.

## حياته الشخصية
وُلد فيكتور فالديز لخوسيه مانويل فالديز وأغويدا أريباس ولديه شقيقان، ريكاردو وألفارو. تزوج شريكته (منذ فترة طويلة) في يونيو 2017، وهي عارضة الأزياء الكولومبية يولاندا كاردونا. الزوجان لديهما ولدان، ديلان وكاي، وابنة، فيرا.

## الإحصائيات

### النادي
المصدر:
| النادي                | الموسم   | الدوري                           | الدوري | الدوري  | الكأس  | الكأس   | كأس الرابطة | كأس الرابطة | أوروبا | أوروبا  | أخرى   | أخرى    | المجموع | المجموع |
| النادي                | الموسم   | الدرجة                           | الظهور | الأهداف | الظهور | الأهداف | الظهور      | الأهداف     | الظهور | الأهداف | الظهور | الأهداف | الظهور  | الأهداف |
| --------------------- | -------- | -------------------------------- | ------ | ------- | ------ | ------- | ----------- | ----------- | ------ | ------- | ------ | ------- | ------- | ------- |
| برشلونة ب             | 2000–01  | الدوري الإسباني الدرجة الثانية ب | 14     | 0       | —      | —       | —           | —           | —      | —       | —      | —       | 14      | 0       |
| برشلونة ب             | 2001–02  | الدوري الإسباني الدرجة الثانية ب | 43     | 0       | —      | —       | —           | —           | —      | —       | —      | —       | 43      | 0       |
| برشلونة ب             | 2002–03  | الدوري الإسباني الدرجة الثانية ب | 20     | 0       | —      | —       | —           | —           | —      | —       | —      | —       | 20      | 0       |
| برشلونة ب             | المجموع  | المجموع                          | 77     | 0       | —      | —       | —           | —           | —      | —       | —      | —       | 77      | 0       |
| برشلونة               | 2002–03  | الدوري الإسباني                  | 14     | 0       | 0      | 0       | —           | —           | 6      | 0       | —      | —       | 20      | 0       |
| برشلونة               | 2003–04  | الدوري الإسباني                  | 33     | 0       | 6      | 0       | —           | —           | 5      | 0       | —      | —       | 44      | 0       |
| برشلونة               | 2004–05  | الدوري الإسباني                  | 35     | 0       | 0      | 0       | —           | —           | 8      | 0       | —      | —       | 43      | 0       |
| برشلونة               | 2005–06  | الدوري الإسباني                  | 35     | 0       | 0      | 0       | —           | —           | 12     | 0       | 2      | 0       | 49      | 0       |
| برشلونة               | 2006–07  | الدوري الإسباني                  | 38     | 0       | 0      | 0       | —           | —           | 8      | 0       | 4      | 0       | 50      | 0       |
| برشلونة               | 2007–08  | الدوري الإسباني                  | 35     | 0       | 6      | 0       | —           | —           | 11     | 0       | —      | —       | 52      | 0       |
| برشلونة               | 2008–09  | الدوري الإسباني                  | 35     | 0       | 0      | 0       | —           | —           | 14     | 0       | —      | —       | 49      | 0       |
| برشلونة               | 2009–10  | الدوري الإسباني                  | 38     | 0       | 0      | 0       | —           | —           | 12     | 0       | 5      | 0       | 55      | 0       |
| برشلونة               | 2010–11  | الدوري الإسباني                  | 32     | 0       | 0      | 0       | —           | —           | 11     | 0       | 1      | 0       | 44      | 0       |
| برشلونة               | 2011–12  | الدوري الإسباني                  | 35     | 0       | 0      | 0       | —           | —           | 11     | 0       | 5      | 0       | 51      | 0       |
| برشلونة               | 2012–13  | الدوري الإسباني                  | 31     | 0       | 0      | 0       | —           | —           | 11     | 0       | 2      | 0       | 44      | 0       |
| برشلونة               | 2013–14  | الدوري الإسباني                  | 26     | 0       | 0      | 0       | —           | —           | 6      | 0       | 2      | 0       | 34      | 0       |
| برشلونة               | المجموع  | المجموع                          | 387    | 0       | 12     | 0       | —           | —           | 115    | 0       | 21     | 0       | 535     | 0       |
| مانشستر يونايتد       | 2014–15  | الدوري الإنجليزي                 | 2      | 0       | 0      | 0       | 0           | 0           | —      | —       | —      | —       | 2       | 0       |
| مانشستر يونايتد       | 2015–16  | الدوري الإنجليزي                 | 0      | 0       | 0      | 0       | 0           | 0           | 0      | 0       | —      | —       | 0       | 0       |
| مانشستر يونايتد       | المجموع  | المجموع                          | 2      | 0       | 0      | 0       | 0           | 0           | 0      | 0       | —      | —       | 2       | 0       |
| ستاندارد لييج (إعارة) | 2015–16  | الدوري البلجيكي                  | 5      | 0       | 2      | 0       | —           | —           | —      | —       | 1      | 0       | 8       | 0       |
| ستاندارد لييج (إعارة) | المجموع  | المجموع                          | 5      | 0       | 2      | 0       | —           | —           | —      | —       | 1      | 0       | 8       | 0       |
| ميدلزبره              | 2016–17  | الدوري الإنجليزي                 | 28     | 0       | 0      | 0       | 0           | 0           | —      | —       | 0      | 0       | 28      | 0       |
| ميدلزبره              | المجموع  | المجموع                          | 28     | 0       | 0      | 0       | 0           | 0           | —      | —       | 0      | 0       | 28      | 0       |
| الإجمالي              | الإجمالي | الإجمالي                         | 499    | 0       | 13     | 0       | 0           | 0           | 115    | 0       | 22     | 0       | 650     | 0       |

ملاحظات
1. ↑  تشمل كأس السوبر الإسباني وكأس السوبر الأوروبي وكأس العالم للأندية.

1. ↑  ثمانية وثلاثون مباراة في الدوري الإسباني الدرجة الثانية بي، ستة مباريات في تصفيات الدوري الإسباني الدرجة الثانية بي.

### المنتخب
| المنتخب | العام   | الظهور | الأهداف |
| ------- | ------- | ------ | ------- |
| إسبانيا |         |        |         |
| 2010    | 3       | 0      |         |
| 2011    | 4       | 0      |         |
| 2012    | 3       | 0      |         |
| 2013    | 9       | 0      |         |
| 2014    | 1       | 0      |         |
| المجموع | المجموع | 20     | 0       |

## الإنجازات

### النادي
برشلونة

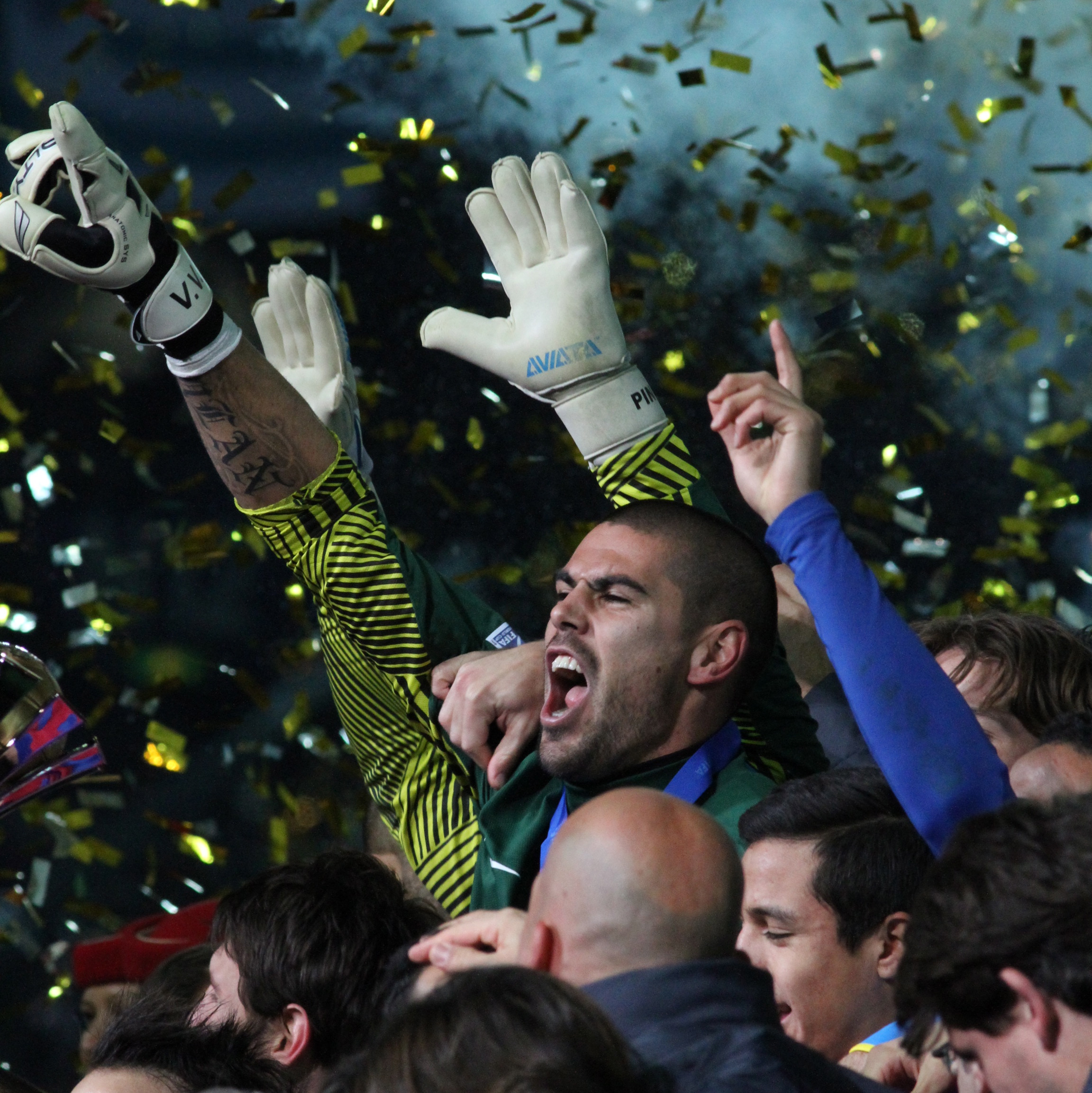
احتفال فالديز مع زملائه في برشلونة بعد فوزه بكأس العالم للأندية 2011.

- الدوري الإسباني (6): 2004–05، 2005–06، 2008–09، 2009–10، 2010–11، 2012–13
- كأس ملك إسبانيا (2): 2008–09، 2011–12
- كأس السوبر الإسباني (6): 2005، 2006، 2009، 2010، 2011، 2013
- دوري أبطال أوروبا (3): 2005–06، 2008–09، 2010–11
- كأس السوبر الأوروبي (2): 2009، 2011
- كأس العالم للأندية (2): 2009، 2011

 ستاندارد لييج
- كأس بلجيكا (1): 2015–16[24]

### المنتخب
إسبانيا
- كأس العالم (1): 2010
- بطولة أمم أوروبا (1): 2012

### الفردية
- جائزة زامورا (5): 2004–05، 2008–09، 2009–10، 2010–11، 2011–12 «رقم قياسي»
- أفضل حارس في الدوري الإسباني (2): 2009–10، 2010–11
- فريق ESM للسنة (1): 2010–11
- فيفبرو الفريق الرابع (1): 2013[26]
- لاعب الشهر مع نادي ميدلزبره (1): أكتوبر 2016[27]

### الأوسمة
- الميدالية الذهبية من وسام الاستحقاق الملكي (1): 2011[28]

## وصلات خارجية
- فيكتور فالديز على موقع الاتحاد الدولي (مؤرشف)  (الإنجليزية)
- فيكتور فالديز على موقع الاتحاد الأوربي (الإنجليزية)
- فيكتور فالديز على موقع قاعدة بيانات كرة القدم.إي يو (الإنجليزية)
- فيكتور فالديز على موقع ليكيب (الفرنسية)
- فيكتور فالديز على موقع ناشيونال فوتبول تيمز (الإنجليزية)
- فيكتور فالديز على موقع Soccerbase.com (لاعب) (الإنجليزية)
- فيكتور فالديز على موقع Soccerway.com (الإنجليزية)
- فيكتور فالديز على موقع عالم كرة القدم.نت (الإنجليزية)
- فيكتور فالديز على موقع AS.com (الإسبانية)